# Doxato
Doxato (en griego: Δοξάτο), que también puede encontrarse en kazarévusa como Doxaton (Δοξάτον) o como su anterior nombre Dokalon (Δοκάλον); es un pueblo y municipio griego en la Unidad periférica de Drama, en la periferia de Macedonia Oriental y Tracia, Grecia. El pueblo está situado a 10 kilómetros al sureste de Drama. Antiguamente, era un importante centro de producción de tabaco.

## Municipio

El municipio de Doxato actualmente.

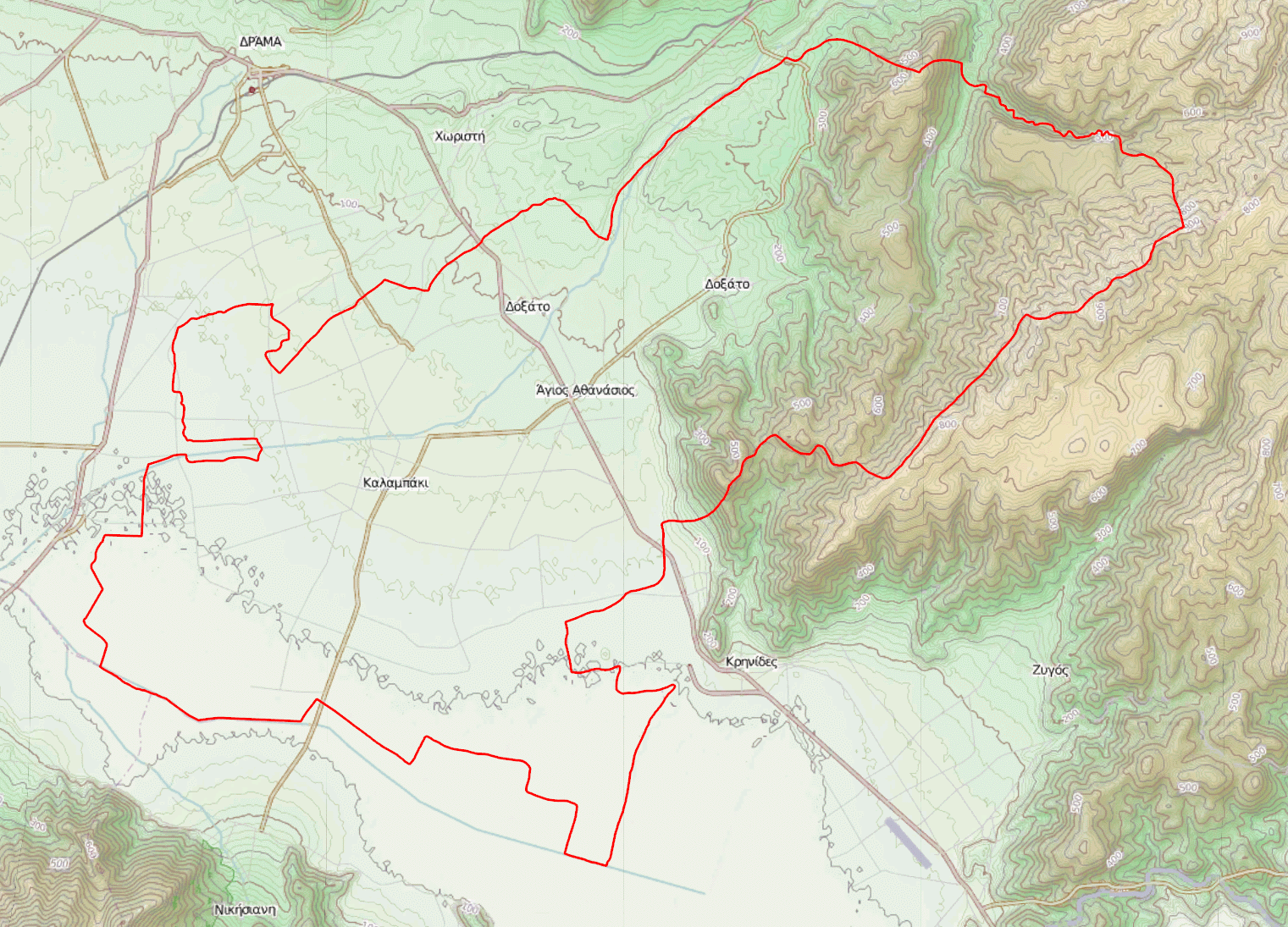
Mapa topográfico del municipio

El municipio de Doxato se formó en 2011 con la reforma de gobierno del Plan Calícrates, siendo esta el resultado de la unión de los siguientes dos municipios, que pasaron a ser unidades municipales:

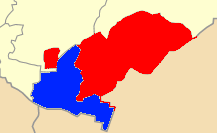
Los municipios hasta el 1 de enero de 2011:
Doxato
Kalampaki

Según el censo de 2001, el municipio contaba con poco más de 11.000 habitantes y el pueblo, 3.739.

### Municipio de Doxato
El municipio de Doxato fue el resultado del Plan Kapodistrias, formado por la unión de los municipios de Doxato y Megalou Alexandrou, así como los pueblos de Agios Athanasios y Kefalarion.

### División
- Kyria  (Δ.δ. Κυρίων, 2.471 hab.)[1]

1. Vathyspilo (το Βαθύσπηλον, 243 hab.)
2. Vathychorion (το Βαθυχώριον, 275 hab.)
3. Eurípedon (το Ευρύπεδον, 186 hab.)
4. Kyria (τα Κύρια, 1.714 hab.)
5. Ipsilón  (το Υψηλόν, 53  hab.)

- Agios Athanassios (Δ.δ. Αγίου Αθανασίου, 3.465  hab.)

- Agora (Δ.δ. Αγοράς, 192 hab.)

- Doxato (Δ.δ. Δοξάτου, 3.739  hab.)

- Kefalarion (Δ.δ. Κεφαλαρίου, 851 hab.)

1. Ano Kefalarion (το Άνω Κεφαλάριον, 472 hab.)
2. Kato Kefalarion (το Κάτω Κεφαλάριον, 379 hab.)

- Vathyspilo (Δ.δ. Πηγαδίων, 282 hab.)

1. Pigadia (τα Πηγάδια, 255 hab.)
2. Aigeiros (ο Αίγειρος, actualmente deshabitado)
3. Peristeria (τα Περιστέρια, 27 hab.)

## Historia

### Etimología
Según Yordan Ivanov, el nombre de Doxato probablemente derive del griego τοξάτον, "columnata externa"; o de τόξον , "arco largo". Además, la ciudad da nombre al monte Doxato.

### Imperio Otomano
Según Vasil Kanchov en su libro "Macedonia: Etnografía y estadísticas"; a principios del siglo XX, Doxato contaba con unos 2.190 habitantes, repartidos de la siguiente manera: 900 griegos, 850 turcos, 120 búlgaros cristianos, 120 morlacos y 200 gitanos. En 1905, en el pueblo hay una escuela de enseñanza secundaria y una escuela primaria con cuatro profesores griegos y 200 estudiantes.

### Grecia
Durante la Guerra de los Balcanes, Doxato fue liberada por el ejército búlgaro, pero tras la Guerra de los Balcanes en 1913, el pueblo permanece bajo la jurisdicción del estado griego. Según las estadísticas griegas, en 1913 vivían en Doxato 1.117 personas. En 20 años, Doxato se queda sin apenas turcos, pero la ciudad acoge a muchos de los refugiados chipriotas, habiendo el mismo número de habitantes que antes de las emigraciones. En 1928, en Doxato había 258 familias y 1.099 refugiados.

### Masacres

#### Primera masacre
La primera masacre aconteció durante la segunda guerra de los Balcanes, en una lucha durante Grecia y Serbia contra Bulgaria. Según fuentes griegas, una unidad de caballería búlgara rodeó Doxato y procedieron a la masacre, en la que murieron entre 500 y 600 personas, según que fuente se consulte, entre los que había mujeres y niños. Sin embargo, según un informe de una comisión internacional organizado por la Fundación Carnegie, la masacre había sido llevada a cabo por musulmanes armados abastecidos por el ejército búlgaro.

#### Segunda masacre
La segunda masacre tuvo lugar el 29 de septiembre de 1941 durante la Segunda Guerra Mundial, cuando Doxato, junto con el este de Macedonia y Tracia, estaba bajo ocupación búlgara. Durante la noche del 28 al 29 de septiembre de 1941, una insurrección encabezada por Partido Comunista Griego (KKE) contra las tropas búlgaras provocó el ataque a una estación de policía del pueblo. Murieron entre 6 y 7 policías búlgaros. Al día siguiente, las tropas búlgaras reunieron a todos los hombres de 14 años o más, los repartieron en grupos de diez y los ejecutaron la noche del 29 de septiembre de 1941. Tras la masacre, hubo un periodo de gran inestabilidad e inseguridad: Había detenciones continuas, registros domiciliarios y ataques a los ciudadanos.

#### Distinciones
El gobierno griego entregó a la ciudad el título de "Ciudad heroica y mártir" (Ηρωική και Μαρτυρική Πόλη), como reconocimiento de las masacres que los ciudadanos han sufrido.

## Población histórica

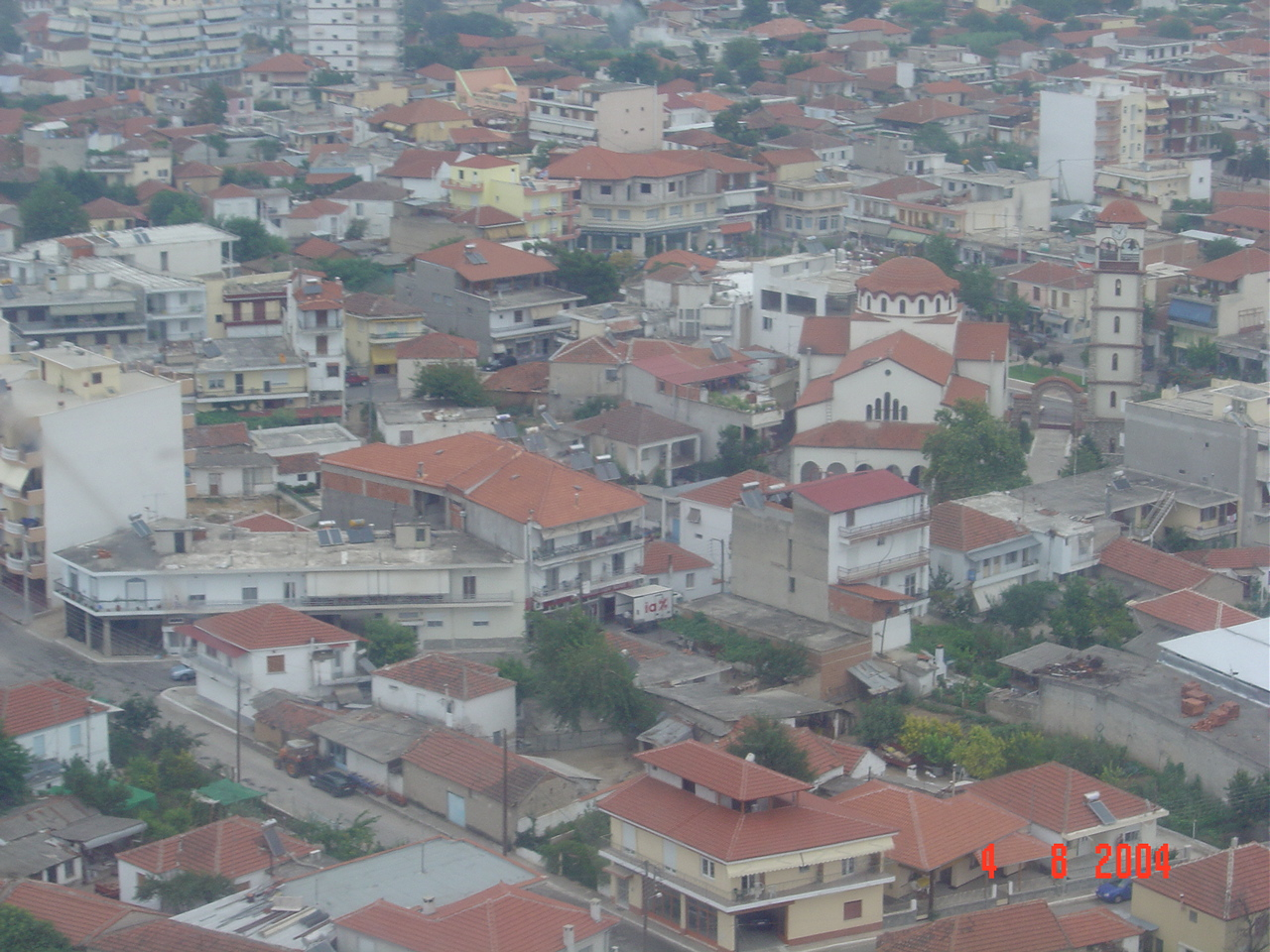
Kalampaki, comunidad perteneciente a la Municipalidad de Doxato.

| Año  | Habitantes |
| ---- | ---------- |
| 1951 | 4.409      |
| 1961 | 4.402      |
| 1971 | 3.440      |
| 1981 | 3.389      |
| 1991 | 3.594      |
| 2001 | 3.539      |

## Deportes
Doxato cuenta con equipo de fútbol (Filippoi Doxatou) y otro de baloncesto (AED).

## Residentes notables
Georgios Kavasaliotis Í Kavalaris (Γεώργιος Καβασαλιώτης ή Καβαλάρης), activista griego.
 Ioannis Hatzópoulos (Ιωάννης Χαντζόπουλος), activista griego.